# سیتانگکای
سیتانگکای با نام رسمی شهرداری سیتانگکای (تاگالوگ: Bayan ng Sitangkai)، یک شهرداری درجه یک در استان تاوی-تاوی، فیلیپین است. بر اساس سرشماری سال ۲۰۲۰، جمعیت آن ۳۷۳۱۹ نفر است. این شهر جنوبی‌ترین نقطه فیلیپین است و به مالزی و اندونزی بسیار نزدیک است.